# 프린스 마이클 잭슨 2세
프린스 마이클 잭슨 2세(영어: Prince Michael Jackson II, 2002년 2월 21일 ~ )는 미국의 가수 마이클 잭슨의 셋째 아들이다. 가족으로는 아버지 마이클 잭슨, 이복 형 마이클 조셉 잭슨 주니어, 이복 누나 패리스 잭슨이 있다.